# 고영주
고영주(高永宙, 1949년 2월 21일 ~ )는 대한민국 전직 검사 출신의 법조인(현재 변호사)이자 자유민주당 당대표(현재)이며, 지난날 제3대 서울남부지방검찰청 검사장·제10대 방송문화진흥회 이사장 등을 지냈다.

## 생애
부친은 소석회광산과 자동차정비공장을 운영하였다. 서울대학교 화학공학과에 입학하였다. 대학교 3학년 때 부친이 사망하면서 유학을 준비하던 고영주는 군에 입대를 하였다. 군대 생활 중에 몽테스키외 저서 《법의 정신》을 만나게 되면서 공과대학 교수에서 법조인으로 진로를 바꾸게 되고 사법시험을 준비하였다. 사법시험 준비 2년 만인 1976년 18회 사법시험에 합격했고 사법연수원 제8기 수료자이다.
1978년 청주지방검찰청 검사로 임용되어, 검사 생활 동안 공안 이론가로 유명했다. 1980년대 부산 지역 최대의 용공 조작 사건인 '부림 사건' 담당 검사였다. 30여년 동안 검사로 지방검찰청, 법무부, 대검찰청 등에서 요직을 거쳐 2006년 1월 서울남부지검장을 끝으로 공직을 떠났다. 2006년 법무법인 케이씨엘 변호사가 되었으며,
종북·좌파 세력 척결'을 위한 활동 등에 적극적으로 참여하였다. 2008년 국가정상화추진위원회를 발족하여 위원장이 되었고, 2010년 '친북·반국가행위 인명사전'을 편찬했으며, 2011년 민주노동당 해산을 촉구하는 청원서를 내기도 했다. 사학분쟁조정위원회 위원, 세월호 특별조사위원회 비상임위원, 헌법수호국민운동본부 상임위원장 등을 거쳤다.
2015년 8월 제10대 방송문화진흥회 이사장에 임명되었다. 2015년 10월 '2015년 정기 국회' 국정 감사장에서 '노무현 前 대통령은 변형된 공산주의자', '아직도 사법부에 김일성 장학생이 있다', '국사학자 90%가 좌편향'이라는 등의 발언을 하였다. 2017년 11월 2일 방송문화진흥회가 정기 이사회를 열고 고영주 이사장의 불신임안을 통과시켜 해임되었다.
2015년 10월 8일 오후 여의도 방송문화진흥회(MBC대주주) 사무실에서 'MBC를 국민의 품으로! 공대위' 회원들이 긴급기자회견을 열고 '야당대표, 전현직 정치인, 전직 대통령 및 그들의 지지자들까지 공산주의자나 이적행위자로 몰고 있다'며  방송문화진흥회 이사장 사퇴를 촉구받은 바가 있는 고영주는 서울중앙지법 민사83단독 김진환 판사는 28일 문재인 전 대표가 2015년 9월에 제기한  "고영주가 자신의 명예를 훼손했다"면서 1억 원의 손해배상청구 소송에서 "피고의 문재인은 공산주의자라는 발언은 원고(문재인 전 대표)에 대한 명예를 훼손하거나 인격권을 침해한 불법 행위"라고 판단하면서 "피고(고영주 이사장)의 발언을 뒷받침할 만한 사실이나 구체적 정황을 찾기 어렵고, 피고의 발언이 진실이라거나 이를 진실이라고 믿을 상당한 이유가 존재한다고도 볼 수 없다"며, 고영주 이사장은 문재인 前 대표에게 3천만 원의 위자료를 지급하라"는 내용의 원고 일부 승소 판결을 2016년 9월 28일 내렸다. 하지만, 2018년 8월 23일 서울중앙지법 형사11단독 김경진 판사는 고 前 이사장에게 무죄를 선고했다. 김 판사는 “피고인이 문 대통령을 악의적으로 모함하거나 모멸감을 주려는 의도는 보이지 않았고, 명예훼손의 고의도 인정할 수 없다”며 “자신이 믿는 자유민주주의 체제 유지에 집착하고 있는 것으로 보인다”고 판단 이유를 밝혔다.
고영주는 2020년 10월 28일에 가칭 '자유한국21'이라는 보수주의 야당을 창당한다고 선언하였고, 2020년 12월 14일에 한국경제당을 인수하면서 당 대표로 취임했다. 자유한국21은 2020년 12월 23일에 중앙당 창당대회를 갖고 정규재 펜앤드마이크 대표가 이끌던 개혁자유연합 창당준비위원회와의 합당을 추진했고, 고영주는 2021년 3월 6일에 창당한 보수주의 정당인 자유민주당 대표가 되었다.

## 학력
- 경기고등학교
- 서울대학교 공과대학 화학공학 학사

## 경력
- 1976년 : 제18회 사법시험 합격
- 1978년 : 청주지방검찰청 검사
- 1980년 : 부산지방검찰청 검사
- 1983년 : 서울지방검찰청 검사
- 1986년 : 대검찰청 검찰연구관
- 1989년 : 대검찰청 검찰연구관
- 1990년 : 청주지방검찰청 제천지청 지청장
- 1991년 ~ 1992년 : 부산지방검찰청 울산지청 부장검사
- 1992년 ~ 1993년 : 창원지방검찰청 특별수사부 부장검사
- 1993년 : 대전지방검찰청 형사제1부 부장검사
- 1993년 ~ 1995년 : 법무부 검찰3과 과장
- 1995년 ~ 1998년 : 대검찰청 공안부 공안기획관
- 1998년 : 서울지방검찰청 형사2부 부장검사
- 1998년 ~ 1999년: 서울지방검찰청 형사1부 부장검사
- 1999년 ~ 2000년 : 창원지방검찰청 차장검사
- 2000년 ~ 2001년 : 서울지방검찰청 1차장검사
- 2001년 ~ 2002년 : 서울지방검찰청 서부지청 지청장
- 2002년 : 서울지방검찰청 동부지청 지청장
- 2002년 ~ 2003년 : 광주고등검찰청 차장검사
- 2003년 : 대구고등검찰청 차장검사
- 2003년 ~ 2004년 : 청주지방검찰청 검사장
- 2004년 ~ 2005년 : 대검찰청 감찰부 부장
- 2005년 4월: 서울남부지방검찰청 검사장
- 2006년 : 법무법인 케이씨엘 고문변호사
- 2008년 ~ 2015년 : 법무법인 케이씨엘 대표변호사
- 2008년 10월 : 반국가교육 척결 국민연합 상임지도위원
- 2009년 2월 ~ 2011년 : 사학분쟁조정위원회 위원
- 2010년 3월 : 국가정상화추진위원회 위원장
- 2012년 9월 : 제9대 방송문화진흥회 감사
- 세월호 특별조사위원회 비상임위원
- 한미우호협회 이사
- 2014년 3월 ~ : 자유민주연구연 고문
- 2015년 : 헌법수호국민운동본부 상임위원장
- 2015년 8월 ~ 2017년 11월 : 제10대 방송문화진흥회 이사장
- 2020년 12월 ~ 2021년 3월 : 자유한국21 대표
- 2021년 3월 ~ : 자유민주당 대표

## 상훈
- 2014년 제7회 우남이승만애국상

## 역대 선거 결과
| 실시년도 | 선거 | 대수 | 직책     | 선거구   | 정당       | 득표수 | 득표율      | 순위         | 당락 | 비고 |
| -------- | ---- | ---- | -------- | -------- | ---------- | ------ | ----------- | ------------ | ---- | ---- |
| 2024년   | 총선 | 22대 | 국회의원 | 비례대표 | 자유민주당 |        | \| \| 0% \| | 비례대표 2번 |      |      |
|          | 0%   |      |          |          |            |        |             |              |      |      |

## 저서
- 대통령이 된 간첩 (문재인을 간첩이라 주장하는 100가지 이유, 장영관 공저, 북저암, 2024년 1월 5일)

## 같이 보기
- 최병국
- 김원치
- 변호인